# Даугавпилсский автобус
Даугавпилсский автобус — вид городского общественного транспорта в городе Даугавпилс. Предоставляется муниципальным предприятием AS (АО) «Daugavpils satiksme».
Стоимость билета 0,70 EUR.

## История
Междугороднее сообщение упоминается в 1914 году между Двинском и Ново-Александровском (Зарасай).
Автобусное сообщение существовало в городе до войны и осуществлялось частными перевозчиками. Имелись маршруты в Стропы и Погулянку (Межциемс). После войны, в 1946 году было восстановлено движение автобусов по первому маршруту. В 1954 году открыто здание автовокзала на перекрёстке улиц Виестура и Лачплеша. В начале 2000-х годов старое здание было снесено и на его месте выстроен новый автовокзал.
До 1 января 2014 года автобусные перевозки осуществлялись муниципальным предприятием SIA (ООО) «Daugavpils autobusu parks» («Даугавпилсский автобусный парк»).

## Тарифы на проезд
В советское время с 1961 года билет стоил 5 копеек. С 1991 года тариф рос и после введения лата цена числится в сантимах.
- ? — 5 сантимов
- ? — 10 сантимов
- ? — 15 сантимов
- до 1.07.2007 — 18 сантимов
- с 1.07.2007[1][2] — 20 сантимов
- с 1.02.2008 — 25 сантимов
- с 1.10.2008[3] — 30 сантимов
- с 1.11.2009 действует сниженный тариф в воскресенье и праздники 15 сантимов
- с 01.01.2014 (после перехода на евро) — 43 цента
- с 01.01.2014 действует сниженный тариф в воскресенье и праздники в 21 цент
- с 01.06.2022 - 70 центов (20 по сниженному тарифу)

## Директора автопарка
Список директоров автобусного парка, не полон:
- 1955—1958 — С. Малевич
- 1958—1966 — В. Карпутин
- 1966—1975 — Георгий Шатревич
- 1975—1988 — И. Грыжин
- 1988—2005 — Аврамий Михайлов (умер на посту)
- 2005—2017 — Сергей Михайлов (сын Аврамия Михайлова)[4].
- 2017 — июль-октябрь 24 и. о. Дмитрий Родионов[5].
- 2017 — 24 октября — настоящее время Сергей Благовещенский[6].

## Подвижной состав
На протяжении истории бытия автопарка эксплуатировался подвижной состав разных моделей. Во времена СССР - ЗиС, ЗиМ, ЛАЗы, ПАЗики. Обслуживала город и район АТК-14, позднее преобразовано в Автобусный парк. Позднее Икарусы/Венгрия- обычные и гармошки. в 2001 году при Эйгиме/бургомистр 2001-2003, купили 30 Solaris Urbino 15/Польша.  Покупали б/у Volvo/Швеция.  в 2021 по конкурсу закупили 20 газовозных автобусов. 1 сентября 2022 года  они вышли на маршруты, 2 сентября Министр транспорта 2 ЛР Талис Линкайтис был в городе на представлении автобусов.  Будут еще новые закупки автобусов 12 шт. и 16 шт. на газе и электричестве.

## Городские маршруты
- № 2: Новый Форштат > улица Малу > Посёлок химиков > Региональная Больница > Автовокзал[~ 1]
- № 3: Автовокзал — Новые Стропы (дачный кооператив)
- № 3B: Автовокзал — Новое Строение — ул. Спалю — Автомобилестроительная фабрика Зиеглер
- № 3C: Автовокзал — улица Варшавас — Автомобилестроительная фабрика Зиеглер — ул. Спалю
- № 4: Автовокзал > Крепость > Межциемс > Автовокзал (кольцевой маршрут)
- № 5: Автовокзал > Межциемс > Крепость > Автовокзал (кольцевой маршрут)
- № 6: Автовокзал — Нидеркуны
- № 7: Автовокзал — Калкуны
- № 7А: Автовокзал > Калкуны > Нидеркуны > Автовокзал
- № 7B: Автовокзал — Калкуны — Общество садоводов «Mičurinietis»
- № 8: Автовокзал — Юдовка
- № 8/15 (8A): Автовокзал >Лигинишки > Юдовка > Автовокзал
- № 10: Автовокзал — Ругели
- № 12: Автовокзал — Крыжи
- № 12P: Автовокзал — Крыжи
- № 13: Автовокзал — Межциемская ремесленная школа
- № 15: Автовокзал — Лигинишки
- № 15/8 (15A): Автовокзал > Лигинишки > Юдовка > Автовокзал
- № 17: Автовокзал — Ж/д вокзал — Новый Форштадт (Открыт 7 ноября 1983 года)[8]
- № 17A: Автовокзал — CSDD — Новый Форштадт
- № 18: Средняя Погулянка (ул. Ваверу) > Автовокзал[~ 1]
- № 19: Новый Форштадт > Посёлок Химиков > Новое Строение > Новый Форштадт
- № 20: Новый Форштадт > Новое Строение > Посёлок Химиков > Новый Форштадт (курсирует с 6.00 до 10.20)(кольцевой маршрут)
- № 20A: Автовокзал > Новый Форштадт > Новое Строение > ул. Смилшу > Автовокзал (кольцевой маршрут)
- № 20A/2: Автобусный парк > Новый Форштадт > ул. Смилшу > Посёлок Химиков > Региональная Больница > Старые стропы > Автовокзал[~ 1]
- № 20B: Новый Форштадт — Ул. Малу — Новое Строение — Посёлок Химиков[9]
- № 23: Ругели > Новое Строение > Посёлок Химиков > Региональная Больница > Ругели

## Маршрутные такси
- № 9 Автовокзал — Грива
- № 10A Автовокзал — Гаёк — Ругели
- № 10B Автовокзал — Гаёк — Ругельский котлован (экспериментальный маршрут, введённый с 1 июня 2017 года, на три месяца)[10]
- № 11 Новый Форштадт — Посёлок Химиков — Региональная Больница
- № 13A Автовокзал — Крепость (Ротко центр)
- № 14 Автовокзал > Крепость > Посёлок химиков (С заездом в Легочный центр) > Автовокзал (кольцевой маршрут)
- № 16 Автовокзал — Посёлок молочного комбината (Ул. Дикю)
- № 21: Автобусный парк — Автовокзал — Новый Форштадт — Погулянка — Межциемс — Крепость — Автовокзал
- № 22: Автобусный парк — Автовокзал — Нидеркуны — Юдовка — Ругели — Новое Строение — Посёлок Химиков — Новые Стропы — Старые Стропы — Крыжи
- № 24: Автовокзал — Крепость — Посёлок Химиков — Новый Форштадт — Новое Строение — Автовокзал

## Бывшие маршруты
- № 1: Автовокзал — Региональная Больница — пос. Дорожников
- № 1A: Автовокзал > пос. Дорожников > Посёлок Химиков > Автовокзал(экспресс)
- № 10a Автовокзал — Гаёк — ул. Апшу (экспресс)
- № 10b Автовокзал — ул. Стиклу — Ругели
- № 10B Автовокзал — Гаёк — Ругельский котлован (экспериментальный маршрут. Был введён с 1 июня 2017 года, на три месяца)[10]
- № 10р: Автовокзал — ул. Апшу (экспресс) (Закрыт с открытием маршрута № 23)
- № 14 Автовокзал — Рандене
- № 16 Автовокзал — Старые Стропы
- № 19а Новый Форштадт — Новое Строение
- № 20b/16 Новый Форштадт — Новое Строение — Старые Стропы — Автовокзал
- № 5/4 Автовокзал — Средняя Погулянка
- № 4/5 Автовокзал — Крепость — Межциемс — ж/д переезд

Эти 2 маршрута существовали во время ремонта ж/д переезда в Средней Погулянке 
- № 6/15/8 Автовокзал — Нидеркуны — Лигинишки — Юдовка (Объединён с 10/3/1/12. Перенумерован в 22. Введён ежедневно)
- № 10/3/1/12 Автовокзал — Ругели — Новое строение — Химия — школа интернат — Старые стропы — Крыжи (Объединён с 6/15/8. Перенумерован в 22. Введён ежедневно)
- № 4/17 Автовокзал — Крепость — Межциемс — Средняя погулянка — Новый форштадт (перенумерован в 21. Введён ежедневно)

Эти маршруты организовывались во время массовых мероприятий в городе (Лиго, Новый год, День города) в ночное время суток, когда остальной общественный транспорт не курсировал.
Маршрутные такси
- № 5а Автовокзал — Межциемс — Крепость — Автовокзал
- № 19а Автовокзал — ул. 18. Новембра (Новое Строение) — Химия (Axon) — Новый Форштадт

Объединённые
- № 2 Новый Форштадт — ул. Смилшу — Химия — Больница + 20а Новый Форштадт — Новое Строение — Новый Форштадт = 20а/2 Новый Форштадт — Новое Строение — Больница
- № 16 Автовокзал — Старые Стропы + 20а Новый Форштадт — Новое Строение — Новый Форштадт = № 20b/16 Новый Форштадт — Новое Строение — Старые Стропы — Автовокзал
- № 6/15/8 Автовокзал — Нидеркуны — Лигинишки — Юдовка + № 10/3/1/12 Автовокзал — Ругели — Новое строение — Химия — школа интернат — Старые стропы — Крыжи = 22 Автовокзал — Нидеркуны — Юдовка — Ругели — Новое строение — Химия — школа интернат — Старые стропы — Крыжи

Продлённые
- № 3 Автовокзал — ул. Варшавас — Новые Стропы = № 3 Автовокзал — ул. Варшавас — Новые Стропы — дачи
- № 3с Автовокзал — Новое Строение — Хлебокомбинат — ул. Спалю = 3с Автовокзал — ул. Варшавас — Хлебокомбинат — ул. Спалю
- № 19 Новый Форштадт — Химия — Новое Строение — Новый Форштадт = на Химии он теперь проходит по ул. Зелинска
- № 20 Новый Форштадт — Новое Строение — Химия — Новый Форштадт = тоже что и с № 19

## Комментарии
1. 1 2 3  В день выполняет только 1 рейс, в одну сторону.